# Hein de Kort
Hein de Kort (Laren, 4 oktober 1956) is een Nederlands striptekenaar.
De Kort begon zijn carrière als striptekenaar bij De Waarheid, het partijblad van de CPN. Al was dat niet omdat hij overtuigd communist was. "Als de Telegraaf me als eerste had gevraagd, had ik ook ja gezegd", zegt hij zelf. Bij De Waarheid ontmoette hij echter wel Ger van Wulften, die zijn eerste uitgever zou worden.
Zijn inspiratie haalt De Kort uit alles wat hij tegenkomt. Dat kunnen wereldschokkende gebeurtenissen zijn, maar ook heel kleine voorvallen. Vooral zaken waarover hij zich opwindt vormen de aanleiding voor veel van zijn beste grappen. De tekenstijl van De Kort staat in de traditie van tekenaars als Jean-Marc Reiser en Philippe Vuillemin, een wat morsige, vlekkerige stijl die in Frankrijk weleens de "ligne crade" (vuile lijn) wordt genoemd.
Vroege albums van zijn hand zijn Pardon lul, u staat op mijn hondje en Liggend naakt met staande schemerlamp. Hij schreef de scenario's voor de serie Dick van Bil met tekenaar Eric Schreurs. In zijn begintijd werden de strips van Schreurs en De Kort als choquerend ervaren. De gags waren hard en confronterend, de tekstballonnetjes onregelmatig en de plaatjes waren kliederig en vies.
In 1992 ontving hij de Stripschapprijs voor zijn gehele oeuvre.
De Kort tekende voor uiteenlopende bladen zoals Muziekkrant OOR, Penthouse, Nieuwe Revu en Sportweek. In het Parool verschijnt dagelijks Piet & Riet van de Buis, waarin hij een spotprent maakt naar aanleiding van de titel van een televisieprogramma. Ook in Het Financieele Dagblad heeft hij zijn vaste cartoon op de expertpagina.

## Strips
- 1983-1984 Korte Grappen (De Waarheid, Espee pockets 1 t/m 4, SP / C.I.C. kleurenalbums 1 + 2)
- 1983 Dat kan iedereen nou wel willen (Espee album)
- 1984-2002 Pardon Lul (Nieuwe Revu,Penthouse), Espee album, C.I.C. magazine 1 t/m 6 / verzamelalbum 1 + 2, Big Balloon album 1 t/m 3, 2 albums bij Uitgeverij M / Uitgeverij L)
- 1984-2003 Eikels (Muziekkrant OOR, C.I.C. / Big Balloon album 1 t/m 8)
- 1985 Liggend naakt met staande schemerlamp (Espee album)
- 1989-1998 Tuig (Pauze)
- 1990 K & K v/d Ratjes (Kunstbende, C.I.C. schoolagenda)
- 1990-1999 Jean-Pierre (SjoSji, C.I.C. / Big Balloon album 1 t/m 5)
- 1990-2015 Dirk & Desiree (Nieuwe Revu, C.I.C. / Big Balloon album 1 t/m 11, 2 albums bij Uitgeverij M)
- 1990-2002 Mijn moeder begrijpt me niet (Leeuwarder Courant, C.I.C. album)
- 1990-2002? Gemma doet 't in een hoekje (Primeur?, C.I.C. album 1)
- 1991-1993 Dick van Bil (scenario's, tekenwerk van Eric Schreurs, Penthouse, C.I.C. album 1 + 2)
- 1994 Sex (C.I.C. album)
- 1995 Pubers (De Harmonie album)
- 1997-2000 Eikeltjes (Big Balloon bundels 1 t/m 3, met o.a.  Mijn moeder begrijpt me niet en Gemma)
- 2000-2010 Slappe Balle (Sportweek, Big Balloon "zakboekkie" deel 1)
- 2002-heden Piet & Riet van de Buis (Het Parool, 4 albums bij Uitgeverij M / Uitgeverij L)
- 2009-2015 Het jaar van Hein (7 bundels bij Uitgeverij L, met o.a. Dirk & Desiree, Slappe Balle, Piet & Riet van de Buis, Van Pegels & Zwart Zaad, Geneuzel, Bouwzooi, Sportzooi)
- 2019-heden De wereld volgens Hein de Kort (Sherpa, albums 1 t/m 3)

Bij uitgeverij Espee / C.I.C. verschenen in de jaren 80 en 90 onder andere schoolagenda's, kalenders, thema-albums en merchandise waar Hein de Kort aan meewerkte.
Hein de Kort maakte onder andere cartoons bij de brievenrubriek van Eppo Wordt Vervolgd (1985-1988) en sinds 1989 voor Onze Taal (bundeling verschenen in 2014).